# Bombardier Produits récréatifs
Pour les articles homonymes, voir BRP, BPR, Bombardier et Bombardier Transport.
Bombardier Produits récréatifs ou BRP (abréviation anglaise signifiant « Bombardier Recreational Products ») est une entreprise canadienne (québécoise) enregistrée légalement en 1942 par Joseph-Armand Bombardier, sous le nom de « L'Auto-neige Bombardier Limitée ». Cependant, l'usine moderne qui porte d'abord ce nom fut inaugurée préalablement le 29 janvier 1941. 
L'entreprise a donné naissance à un géant des transports et de l'aéronautique appelé Bombardier Inc.. La division des véhicules récréatifs, qui formait le cœur de l'entreprise originale, est redevenue une entreprise indépendante en 2003. Elle est parfois abrégée sous le sigle anglais de « BRP » car BPR, qui aurait dû être son abréviation en français, appartenait déjà à la firme d'ingénierie BPR de la ville de Québec. De plus, environ 70 % de ses produits sont vendus aux États-Unis d'où l'utilisation d'une abréviation en anglais.
Le siège social de l'entreprise est situé à Valcourt, en Estrie, une région administrative du Québec. Bombardier Produits récréatifs fabrique différents véhicules récréatifs, dont les motoneiges de marque Ski-Doo et Lynx, des véhicules tout-terrain (Quad Can Am), des moteurs hors-bord de marque Evinrude, des motomarines de marque Sea-Doo, ainsi que les véhicules Can-Am Spyder et Côte à côte Can-Am.

## Histoire

### Débuts

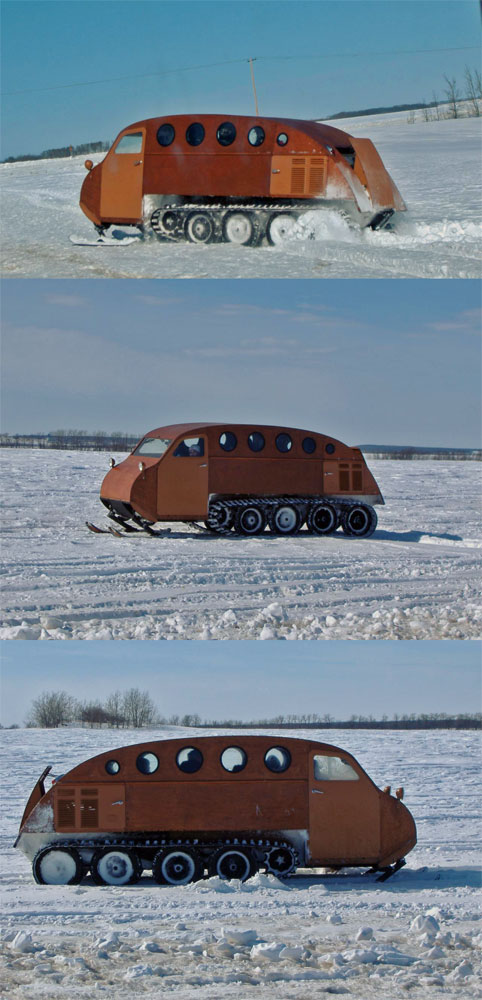
Autoneige B-12 de Bombardier

Joseph-Armand Bombardier, de Valcourt au Québec, a eu l'ambition de faire de l'hiver une saison où il est aussi facile de se déplacer que pendant les trois autres saisons. Il travaille depuis longtemps sur des prototypes et possède le garage Bombardier. Durant l'hiver 1936-1937,, il vend ses premières autoneiges B7 (B pour Bombardier et 7 pour sept passagers). Le B7 utilise son brevet du barbotin-chenille (29 juin 1937, brevet canadien no 367104), un engrenage recouvert de caoutchouc et des chenilles sur les roues arrière. C'est ce système de traction partiellement en caoutchouc qui rend instantanément tous les véhicules de Bombardier hautement plus efficaces sur neige que tous les autres véhicules à chenilles de métal pouvant être inventés à l'époque. 
Le B7 est un succès, mais ce n'est pas assez pour l'inventeur. Au lieu de vendre son brevet, il décide de créer une entreprise de fabrication en série d'autoneiges. Il déménage donc ses ateliers dans une nouvelle usine qui peut produire 200 unités annuellement en 1940. Il inaugure cette usine le 29 janvier 1941. L'entreprise est légalement enregistrée en 1942 sous le nom de L'Auto-Neige Bombardier Limitée.
Pendant la Seconde Guerre mondiale, il produit de gros fourgons semi-chenillés à bandes de caoutchouc renforcées de lames d'acier pour les troupes basés sur son B-12 (1942). Ils servent ensuite d'ambulance, d'autobus scolaires et de transport local en hiver en zone rurale au côté de la série des B (B-12 et B-18). L'avènement du déneigement des routes coupe drastiquement ce créneau de vente. Les Industries Bombardier se tournent alors vers le travail en forêt et produisent de grosses chenillettes de transport. 
Plus tard, on produit également de gros véhicules qui servent à damer les pistes de ski et des petits comme le tracteur SW chasse-neige de trottoir, en plus d'inventer la motoneige moderne.

### Motoneige

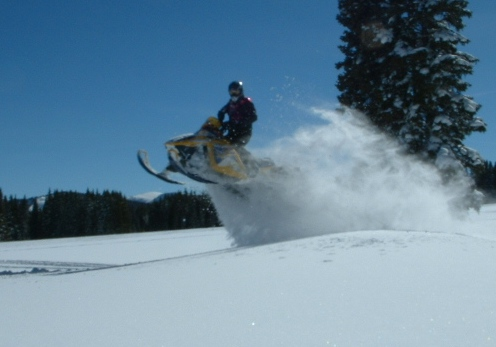
Un Ski-Doo XRS 800

Durant les années 1950, plusieurs constructeurs produisent des versions « mini » des autoneiges pour une ou deux personnes. Ce sont des véhicules lourds, mus par des moteurs quatre cylindres et des chenilles. Cependant, la motoneige telle qu'on la connaît fut développée par Bombardier à la fin des années 1950.  En effet, à la suite de la perte d'un fils que J-Armand Bombardier n'avait pu amener à temps à l'hôpital en hiver, il rêvait d'équiper les gens des zones rurales de l'équivalent sur la neige d'une automobile individuelle. Il avait longtemps buté sur le fait que le poids des moteurs rendait l'autoneige individuelle difficilement réalisable. Mais après le développement de moteur plus légers et grâce aussi à l'utilisation d'une chenille sans fin révolutionnaire conçue et brevetée par son fils Germain, il  put en 1959 lancer sous le nom commercial de Ski-Doo sa nouvelle invention. Selon une anecdote, le véhicule devait originellement se nommer Ski-Dog, le « g » mal imprimé dans le texte envoyé à la maison de publicité s'est transformé en « o » dans la campagne publicitaire.
En 1960, Bombardier ajoute un dossier pour assurer que le passager soit confortable. Puis, pour permettre une meilleure visibilité, J.-A Bombardier ajoute un phare à ses nouveaux modèles. Finalement, un premier modèle à transmission automatique avec des commandes sur le guidon et un réservoir d’essence de 4 gallons (18 litres) est produit. En 1961, Bombardier perfectionne son Ski-Doo tout en réduisant le poids du véhicule et tout en gardant une bonne robustesse. Certains exemplaires expérimentaux seront équipés de skis en métal (les deux types de skis sont toutefois interchangeables).
En 1962, le modèle A 62 permet aux utilisateurs d’avoir une meilleure prise sur la neige puisqu’il a une suspension plus flexible que les modèles précédents. De plus, le A 62 est plus maniable, puisqu’il est muni d’un frein. D’ailleurs, il est plus économique. À la suite des essais de 1961, les skis en métal deviennent la nouvelle norme.
Durant l’année 1963, Bombardier continue à raffiner ses modèles en modifiant le châssis et en ajoutant un coffre à gants. De plus, son nouveau châssis est plus léger. Puis, le Ski-Doo est muni d’un capot en fibre de verreconçu en un morceau par l'une de ses divisions, Roski ltée. Un modèle utilitaire est ajouté, le RD-8 à 2 chenilles et un seul ski pour faciliter la circulation à travers les arbustes et les branches; son réservoir d'essence de six gallons  lui donne plus d’autonomie et un espace de rangement sous la banquette permet de loger une hache et d'autres outils.
Pour Armand Bombardier, le Ski-Doo était destiné à une clientèle de missionnaires, de trappeurs, de prospecteurs, d'arpenteurs et d'autres personnes appelées à se déplacer sur les neiges des régions isolées.Mais le grand succès se révèle auprès des citadins amateurs de randonnées, un marché de véhicule récréatif qui lui ouvrira les portes de la production de masse .

### Développement
Bombardier se développe rapidement ensuite. Durant les années 1970, le nombre de motoneiges vendues diminue de plus de la moitié pour n'être que de 195 000 en 1977, répartit entre six producteurs. Bombardier développe alors d'autres produits récréatifs comme les motomarines Sea-Doo dès 1968.
La compagnie se diversifie également en rachetant des entreprises dans le domaine du transport aérien et aéronautique. En 1970, elle fait l'acquisition de la société autrichienne Lohnerwerke GmbH et de sa filiale Rotax-Werk, aujourd’hui BRP-Powertrain GmbH & Co KG, fabricant de moteurs Rotax. Elle devient alors Bombardier Inc. et les produits récréatifs demeurent une division.
En 1972, une nouvelle division pour les motocyclettes tout-terrain Can-Am voit le jour. En 1988, Bombardier forme un partenariat égalitaire avec Nordtrac Oy, seul fabricant de motoneiges en Finlande. Cette union devient une division chargée de la fabrication des motoneiges Lynx pour le marché scandinave.
En 1998, Bombardier s’immisce le marché des véhicules tout-terrain (VTT) avec le prototype du nouveau VTT Bombardier, le Traxter. En mars 2001, la compagnie achèta les moteurs hors-bord Evinrude et Johnson d’OMC qui est en faillite.

### Nouveau début
Les problèmes financiers dus à la crise dans l'industrie aéronautique après le 11 septembre 2001 forcent le groupe Bombardier à se défaire de certaines activités.  
Le 18 décembre 2003, la filiale de Valcourt est vendue à un consortium composé de Bain Capital, des membres de la famille Bombardier ainsi que de la Caisse de dépôt et placement du Québec pour 960 M$ CAD et devient Bombardier Produits récréatifs,. Les activités cédées comprennent notamment les motoneiges Ski-Doo et Lynx ainsi que les moteurs hors-bord Johnson et Evinrude. 
La division des véhicules industriels de Bombardier, qui fabrique les autoneiges, a été achetée en août 2004 par la compagnie Camoplast de Sherbrooke au Québec. BRP a également cessé en 2006 la production de motoneiges de travail Élite à doubles chenilles laissant le marché à des concurrents comme Alpina S.R.L.
En 2007, BRP lance son premier véhicule routier : Can-Am sur route. Doté d’une architecture en Y unique, le Roadster est un hybride entre motocyclette et voiture sport décapotable.

### Expansion
Fin juin 2018, BRP annonça que la création du Groupe marin avec l'acquisition d'Alumacraft, un important fabricant américain de bateaux de pêche en aluminium alors que la compagnie est déjà dans le domaine avec les moteurs hors-bord Evinrude, acquis en 2017, et les moteurs Johnson en plus des Sea-Doo.
En mai 2025, José Boisjoli, chef de la direction depuis 2003, a annoncé qu’il prendrait sa retraite avant la fin de l’année. Durant son mandat, il a transformé la compagnie en géant des motoneiges et autres véhicules récréatifs.

## Profil
En 2015, BRP a réalisé un chiffre d'affaires de 3,5 milliards $CAN pour un bénéfice net de 196 millions. L'entreprise employait à ce jour près de 7 900 employés répartis notamment au Mexique, au Canada, aux États-Unis, en Finlande, en Autriche et en Australie.
Pour l'année fiscale 2019 (1er février 2018 au 31 janvier 2019), le chiffre d'affaires est de 5,243 milliards $CAN pour un bénéfice net de 227 millions. Soit une croissance de respective de 17,8 et 23,9 %,.

## Produits et filiales
Véhicules terrestres
- Ski-Doo
- Lynx
- Sea-Doo
- Rotax
- Can-Am hors route et sur route

Groupe marin
- Evinrude et Johnson Outboards
- Alumacraft
- Manitou

## Musée de l'ingéniosité J. Armand Bombardier
Juste à côté du garage original du fondateur, on retrouve le Musée de l'ingéniosité J. Armand Bombardier dans un édifice moderne datant de 1971, sur les terrains de BRP, où on retrouve la vie et l'œuvre de Bombardier. Rénové en 1990, on y trouve également une panoplie de souvenirs dont des livres et des jeux.